# Leptodactylus riveroi
Leptodactylus riveroi är en groddjursart som beskrevs av Heyer och William F. Pyburn 1983. Leptodactylus riveroi ingår i släktet Leptodactylus och familjen tandpaddor. IUCN kategoriserar arten globalt som livskraftig. Inga underarter finns listade i Catalogue of Life.